# Ishi-no-Hōden

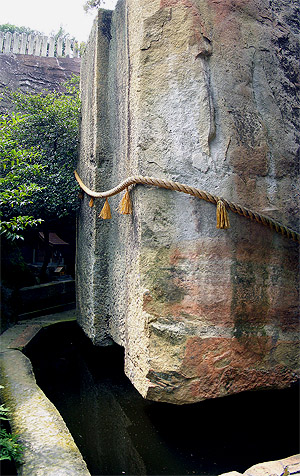
Ishi no Hōden

L'Ishi no Hōden (in giapponese: 石の宝殿) è un monumento megalitico situato nel parco dell'Ōshiko Jinja (生石神社), un santuario shintoista situato nella città di Takasago, nella prefettura di Hyōgo nella regione del Kansai in Giappone. Di età sconosciuta, è stato designato sito storico nazionale del Giappone nel 1979 insieme alle vicine cave di pietra di Tatsuyama (竜山石採石遺跡, Tatsuyama Ishisaiseki iseki), che risalgono al periodo Kofun.

## Descrizione
L'Ishi-no-Hōden è realizzato in tufo ed è circondato su tre lati da un substrato roccioso non lavorato. Con un peso stimato in 500 tonnellate, misura 6,4 metri di larghezza per 5,7 metri di altezza per 7,2 metri di spessore. Uno dei lati presenta una sporgenza a forma di vertice di piramide. Lo spazio tra il substrato roccioso circostante e il megalite è abbastanza ampio da consentire il passaggio di un adulto ed è possibile girarci intorno. Il monolite è situato in un'ampia depressione, che alla sua base forma uno stagno.
Dal 2005 al 2006, è stata effettuata una misurazione tridimensionale laser per confermare la forma da parte del consiglio scolastico della città di Takasago con la collaborazione dell'Istituto di ricerca universitario di Otemae; tuttavia, la data in cui il monolite è stato scolpito, da chi e per quale scopo rimane un completo mistero. Il monolite si trova a 1,5 chilometri dalla stazione ferroviaria di Hoden.